# روش‌ها و ابزارهای نقض حقوق بشر در جمهوری اسلامی ایران
در این نوشتار، به شیوه‌ها و ابزارهای سرکوبگری و نقض حقوق بشر توسط نظام جمهوری اسلامی ایران پرداخته شده است.

## پیشینه
در نظام جمهوری اسلامی ایران، نقض حقوق بشر با روش‌های گوناگون، از اعدام و شکنجه (جنسی و غیر جنسی) گرفته تا سنگسار و بریدن انگشت و دست و پا و پرتاب کردن و گردن زدن… پیشینه دارد.

## مافیای زباله گردی و سوءاستفاده از کودکان
در سال‌های گذشته با شدت گرفتن پدیده زباله‌گردی در ایران و به کار گرفته شدن کودکان در آن، مقامات مسئول جمهوری اسلامی بر وجود مافیا در این موضوع صحه گذاشته اما دربارهٔ جزئیات آن تاکنون توضیحی نداده و برای برخورد با آن اقدامی نکرده‌اند.

طیبه سیاوشی روز چهارشنبه ۱۰ مرداد ۱۳۹۷ در گفت‌وگو با خبرگزاری کار ایران، ایلنا، از سیاست‌های شهرداری تهران در مواجهه با آسیب‌های اجتماعی از جمله تکدی‌گری و زباله‌گردی کودکان به شدت انتقاد کرد. وی در واکنش به اظهارات اخیر شهردار تهران که وعده داده تا یک سال آینده چهره پایتخت را از متکدیان پاک خواهد کرد، هشدار داد که «این‌گونه اقدامات قهری جواب نمی‌دهد»، بلکه باید «مرزها را کنترل» کرد و مانع حرکت «سازمان‌یافته» مهاجرین به سمت تهران شد. به گفته این نماینده شورای شهر تهران، «جریان‌های سازمان یافته‌ای در فرایند انتقال مهاجرین» از مرز به پایتخت وجود دارد، به طوری که «بیش از بیست کودکِ ۹ تا ۱۰ ساله را داخل یک خودرو جمع کرده و به تهران می‌آورند» و بعد این کودکان «زیر دستِ پیمانکاران شهرداری زباله‌گردی کرده یا در کارگاه‌های تفکیک زباله کار می‌کنند». خانم سیاوشی از این رو شهرداری تهران را خود عامل یکی از آسیب‌های اجتماعی دانست و اظهار داشت: «این کودکان زیردست پیمانکاران شهرداری کار می‌کنند. من تصور می‌کردم شاید با تغییر مدیریت شهری این رویکرد عوض شود، اما از آنجا که سیستم پسماند تغییری نکرده و این کودکان کارگر ارزان محسوب می‌شوند، این فرایند کماکان ادامه دارد». وی در ادامه با اشاره به بلایایی که کودکان زباله‌گرد در تهران به آن دچار می‌آیند گفت: «شرایط کودکان زباله‌گرد بسیار حاد گزارش می‌شود. این کودکان مریض شده، ایدز می‌گیرند و در همان محل‌های تفکیک زباله دفن‌شان می‌کنند. روستاییان اطراف گود محمودآباد مدام از شرایط منطقه شکایت می‌کنند و می‌گویند که حداقل انتقال ایدز از گودال‌ها را کنترل کنید تا به ما سرایت نکند». پیش از این نیز رئیس کمیته اجتماعی شورای شهر تهران از به‌کارگیری کودکان کار در شهرداری تهران انتقاد کرده بود. الهام فخاری گفته است: «برخی پیمانکاران شهرداری کودکان زباله‌گرد را به کار می‌گیرند و از آنها به عنوان نیروی کار ارزان سوء استفاده می‌کنند. این کودکان در کارگاه‌های تفکیک زباله می‌خوابند و همه می‌دانیم که آنها در معرض چه آسیب‌هایی قرار دارند… تعدادی از این کودکان به بیماری‌هایی همچون هپاتیت، ایدز، حصبه و کزاز مبتلا شده‌اند». اوایل تیرماه هم فاطمه دانشور عضو دیگر شورای شهر تهران نسبت به رواج کار کودکان در پایتخت هشدار داد. اظهارات خانم دانشور اما با گزارش‌های دیگری نیز همراه بود از جمله فروش کودکان یا ناپدید شدن آنها در محله‌های پرخطر مانند هرندی. وی اظهارداشت: «در بسیاری از موارد کودکان ناپدید می‌شوند و اعضای بدن آنها قاچاق می‌شود. بعد از مدت‌ها نیز جسد برخی از آنها در بیابان‌ها بدون کلیه و چشم پیدا شده است».

## شلیک عامدانه و سیستماتیک به چشم معترضان
نظام جمهوری اسلامی در خیزش ۱۴۰۱ ایران صدها نفر را در خیابان‌های ایران به‌طور سیستماتیک و عامدانه، با گلوله‌های ساچمه‌ای و پینت‌بال زخمی کرد و بیشتر معترضان مجروح از ناحیه چشم بلاتکلیف با درد و نبود دارو و درمان شکنجه می‌شوند.

### گزارش‌ها
- محمدحسین عرفان (۲۴ ساله)، ۳۰ شهریور ۱۴۰۲ عکسی از یک نقشه ایران سیاه‌پوش را که اسم کشته‌شدگان اعتراضات ۱۴۰۱ با رنگ خون بر آن نوشته شده بود، در اینستاگرامش منتشر کرد و نوشت: «کاش اشک بعدی، اشک شوق باشه». محمدحسین ۳۰ بهمن ۱۴۰۲ به دلیل عفونت هر دو چشمش که در آبان ۹۸ با گلوله ساچمه‌ای نابینا شده بود، جان باخت. ساچمه‌هایی که از اسلحه مأموران سرکوب اعتراضات شلیک شده بودند، چهار سال محمدحسین را شکنجه کردند و هیچ پزشک و بیمارستان و دارویی نتوانست او را از خطر مرگ و دردهای طاقت‌فرسای همیشگی نجات دهد. محمدحسین عرفان بالای صفحه اینستاگرامش، همان‌جا که کنار اسم یک توضیح کوتاه دربارهٔ خودشان می‌نویسند، نوشته است: «این زمستان را نبین، ما هم بهاری داشتیم.» در روایت آخرین عکس اینستاگرام حسین نیز نوشته شده: «ماشه چکانده شد به دست کسی که فرمانی داشت از ناکسی … لعنت به دستی که ماشه کشید.»
- پارسا قبادی (۱۸ ساله) شب ۳۰ آبان ۱۴۰۱ در اعتراضات کرمانشاه هر دو چشمش را با گلوله ساچمه‌ای مأموران حکومتی از دست داد. او در گفت‌وگو با ایران‌اینترنشنال می‌گوید: «ساچمه‌ها داخل جمجمه و نزدیک به مغزم است، هر کدام سه سانتی‌متر با کاسه چشم فاصله دارد. مأموران مردمک، قرنیه و شبکیه چشمم را هدف گرفته بودند که هر دو سوراخ شد.» پارسا ۱۲ شهریور ۱۴۰۲ در آستانه سالگرد کشته شدن مهساژینا امینی، در روزهایی که حکومت به دلیل ترس از شکل گرفتن اعتراضات خیابانی، خانواده‌های دادخواه را بازداشت می‌کرد، دستگیر شد. او می‌گوید: «من را در مغازه پدرم بازداشت و به انفرادی زندان دیزل‌آباد کرمانشاه بردند. آن‌جا زیر شکنجه به دلیل اینکه نگفتم سلام فرمانده را برای خامنه‌ای خوانده‌اند، زنجیر به پایم بستند و از سقف آویزانم کردند و ساعت‌ها کتکم زدند.» او بعد از ۱۷ روز انفرادی و چهار روز زندان عمومی با وثیقه سنگین آزاد شد و برای اینکه دوباره بازداشت نشود، ایران را ترک کرد. پارسا دربارهٔ وضعیتی که در ترکیه داشت می‌گوید: «چون مهلت پاسپورتم تمام شده بود، از ترس دیپورت شدن نمی‌توانستم از خانه خارج شوم و قطره چشمم هم تمام شده بود. فشار چشمم بالا رفت و وقتی به آلمان رسیدم فوری بستری شدم. دکتر گفت اگر چند روز دیرتر می‌آمدی چشمت می‌ترکید.» او مدام اشاره می‌کند از روزی که چشمش را با گلوله زده‌اند تا همین حالا حتی یک روز را بدون درد سپری نکرده است: «کارهای روزمره‌ام را انجام می‌دهم اما درد همیشه با من است. چشم راستم ۴۰ درصد و چشم چپ ۱۵ درصد بینایی دارد. ۱۰ عمل روی چشم‌هایم انجام داده‌ام و اگر این عمل آخر جواب ندهد باید چشم چپم را تخلیه کنم.»
- محمدحسین لیریایی (۳۴ ساله) که مأموران حکومتی در اعتراضات اردیبهشت ۱۴۰۱ ایران در درود هر دو چشمش را با گلوله ساچمه‌ای نابینا کرده‌اند. یک فرد مطلع دربارهٔ وضعیت او به ایران اینترنشنال می‌گوید: «۲۲ ماه است که بینایی‌اش را از دست داده و بعد از طی کردن مراحل درمان اولیه هنوز نتوانسته حتی بخش کوچکی از آن را به دست بیاورد.» این فرد اشاره کرد محمد لیریایی ممنوع‌الخروج شده و دیگر هیچ امیدی برای درمان در خارج از ایران ندارد. او گفت: «علاوه بر چشم‌هایش، هفتاد گلوله ساچمه‌ای در بدن محمد است که چرک کرده و او به دلیل نداشتن توان مالی نتوانسته است برای درمان آن‌ها اقدام مناسبی انجام دهد.» او همچنین دربارهٔ روزی که محمد در خیابانی در درود با گلوله ساچمه‌ای به چشم و بدنش آسیب دید، می‌گوید: «محمد در گوشه‌ای از خیابان در کنار معترضان ایستاده بود، اما ناگهان مأموران حکومت از راه رسیدند و با گلوله ساچمه‌ای به چشم و بدن او شلیک کردند.»

غزل رنجکش، حسین نوری‌نیکو، ضحا موسوی، محمد فرضی، نیلوفر آقایی، متین حسنی هدف گلوله مأموران حکومتی قرار گرفتند. یکی از آن‌ها که در ایران است به ایران اینترنشنال می‌گوید: «تا مدت‌ها به ما دارو نمی‌رسید. داروهای ما را به داروخانه نمی‌رساندند تا با درد ما را شکنجه کنند. ما که هر روز با فشار و چشم و درد مواجه هستیم.» امیر شاه‌ولایتی، حسین جعفری، علی زارعی، متین حسنی و حسین حسین‌پور از معترضانی بودند که با شلیک عامدانه مأموران حکومت نابینا و مدت‌ها در بازداشت بودند. آن‌ها در زندان با جلوگیری از دادن داروهایشان شکنجه شدند.

## اعدام
«کشتن زندانیان سیاسی به روش‌ها و ابزارهای مختلف در چند سال اخیر، یک روند تکراری در حکومت ضد بشری جمهوری اسلامی به منظور تزریق ارعاب و ترس به جامعه است». (بیانیه گروهی از زندانیان سیاسی تهران)

اعدام به گونه حلق‌آویز کردن، یکی از شیوه‌های رایج حکومت جمهوری اسلامی برای سرکوب و کشتار مخالفانش است.

### اعدام گروهی
در حکومت جمهوری اسلامی، اعدام‌های گروهی، از جمله بر ضد زندانیان عقیدتی و سیاسی انجام می‌شود.

## قتل‌عام
یکی از شیوه‌های نقض حقوق بشر در ایران، قتل‌عام زندانیان عقیدتی و سیاسی در سال ۱۳۶۷ به دستور سید روح‌الله خمینی بود.

## کشتن به دست زندانیان خطرناک
حکومت جمهوری اسلامی برای فریب، برای از زندانیان عقیدتی و سیاسی (مانند علیرضا شیرمحمدعلی) را به دست زندانیان خطرناک بِزهکار از میان می‌برد.

## سوزاندن
در برخی از منابع، گزارش‌هایی دربارهٔ سوزاندن شدن برخی از افراد نوشته شده است.

## تیرباران
تیرباران کردن زندانیان، از جمله در اوائل انقلاب، یکی از شیوه‌های کشتار زندانیان سیاسی بوده است.

## گردن زدن
زدن (بریدن) گردن، یکی از شیوه‌های کیفردهی در حکومت است.

## ترور
یکی از مهم‌ترین ترورهای حکومت جمهوری اسلامی، جریانی به نام قتل‌های زنجیره‌ای ایران است که به دست نیروهای وزارت اطلاعات انجام شد. ماشین ترور جمهوری اسلامی، هم در داخل و هم خارج از ایران، قربانیان قابل توجهی داشته است.

### شیوه‌های ترور در قتل‌های زنجیره‌ای
در برخی منابع رسمی، شماری از روش‌های ترور و کشتار دگراندیشان عقیدتی و سیاسی این‌گونه برشمرده شده است:
1. تزریق ماده سمی؛
2. شیاف کردن پتاسیم؛
3. تصادف ساختگی؛
4. (کاردآجین کردن با) چاقو؛
5. خفه کردن با طناب؛[۲۰]
6. تیراندازی با سلاح (دارای صداخفه‌کن).[۲۱]

## مبتلا کردن به میکروب یا ویروس
یکی از روش‌های حکومت آزار یا کشتار زندانیان، مبتلا کردن آن‌ها به میکروب یا ویروس کشنده است.

### به‌کارگیری کرونا به عنوان ابزار شکنجه
مقامات قوه قضاییه حکومت جمهوری اسلامی، بیماری کرونا را به عنوان ابزاری برای شکنجه بر ضد زندانیان سیاسی به کار گرفته‌اند.

### به‌کارگیری کرونا به عنوان ابزار مرگ
کانون نویسندگان ایران در بیانیه‌ای، ابتلای برخی از زندانیان (عقیدتی و سیاسی) مانند بکتاش آبتین به ویروس کرونا (و درگذشت بر اثر آن) را نتیجهٔ عملکرد مسئولان زندان‌ها و نیز حکومت جمهوری اسلامی اعلام کرد.
همچنین، گروهی از زندانیان سیاسی، مرگ بکتاش آبتین را مصداقی از «قتل سیستماتیک زندانیان سیاسی» در ایران اعلام کردند.

## تیراندازی (مستقیم به مردم معترض)
یکی از شیوه‌های سرکوب و نقض حقوق بشر در جمهوری اسلامی، تیراندازی حتی مستقیم به (سر و قلب و پای) معترضان است.

## ناپدید کردن
شمار قابل توجهی توسط حکومت جمهوری اسلامی ربوده و ناپدید شده‌اند و هیچ اطلاعی از زنده‌بودنشان در دست نیست؛ از جمله، فرود فولادوند و علی‌اصغر کاظمی (شایان کاویانی).

## ربودن

### ربودن پیکر
ربودن پیکرها، یکی از این موارد نقض حقوق بشر توسط نظام جمهوری اسلامی به‌شمار می‌آید که ادامه دارد و برای کنترل و سرکوب خیزش ۱۴۰۱ ایران انجام شد.

### درخواست پول برای تحویل جنازه
در این حکومت پس از کشتن، از دادن جنازه کشته‌شده به خانواده خودداری می‌کنند و تحویل جنازه را مشروط به دریافت «پول تیر» یا «پول طناب» می‌کنند.

## سنگسار
سنگسار، یکی از دردناک‌ترین شیوه‌های پایمال کردن حقوق بشر توسط جمهوری اسلامی است. در جمهوری اسلامی، ۱۵۰ (صد و پنجاه) حکم سنگسار، اجرا شده است.

## بریدن انگشت و دست و پا
بریدن انگشتان دست و نیز دست و پا-که جزو احکام کیفری دین اسلام است-یکی از دیگر از موارد نقض حقوق بشر در حکومت جمهوری اسلامی است.

## شکنجه
«آیا می‌دانید که تعداد زیادی از زندانی‌ها تحت شکنجه، توسط بازجویانشان کشته شده‌اند؟! آیا می‌دانید که در زندان [شهر] مشهد، حدود ۲۵ دختر به خاطر آنچه بر آن‌ها رفته بود، مجبور به درآوردن تخمدان یا رحم شدند؟! آیا می‌دانید که در برخی زندان‌های جمهوری اسلامی، دختران جوان به زور، مورد تجاوز قرار می‌گیرند!»

نامه منتظری به خمینی پس از اطلاع از اعدام دسته‌جمعی زندانیان عقیدتی-سیاسی ایران در تابستان ۱۳۶۷.

«شلاق می‌زدند که نماز بخوانیم».
عفت ماهباز، زندانی سیاسی در دهه ۱۳۶۰

### تجاوز و آزار جنسی
«عکس‌های پزشکی قانونی زنجان، نشان می‌دهد که تن من از شانه و سینه تا بازو و ران پا چگونه توسط مردان [زندانبان] دریده شده بود…. من بارها و بارها، چه در سلول‌های انفرادی و چه در بند عمومی زندان اوین، حتی در بند عادی زنان زندان زنجان، روایت‌هایی از تعرض‌های [جنسی] مردان حکومت جمهوری اسلامی ایران نسبت به زنان را شاهد بوده‌ام و شنیده‌ام». نرگس محمدی

آزار و حتی تجاوز جنسی، یکی از شکنجه‌های روان-تنی در حکومت جمهوری اسلامی است.

### شکنجه روانی
برخی از زندانیان، چند یا چندین ماه در سلول انفرادی، حبس می‌شوند.

#### راه رفتن روی جنازه زندانیان
همچنین برخی از پاسدارها روی جنازه زندانیان اعدام‌شده، راه می‌رفتند؛ در حالی که زندانیان دیگر، نظاره‌گر بودند.

#### ازدواج با همسر زندانیان
برخی از بازجوها و شکنجه‌گران حکومت جمهوری اسلامی، با تهدید و در همان زندان، همسر زندانیان سیاسی را از آنان جدا می‌کردند و بعدها به عقد خود درمی‌آوردند.

#### مجبور کردن زندانی به کمک به اعدام دوستان زندانی
برخی از زندانیان را به کمک به اعدام دوستان زندانی‌شان می‌کردند.

### بردن به اتاق گاز
برخی از بازجویان، زندانیان را در «اتاق گاز» شکنجه می‌کردند. همچنین یکی از زندانیان، به دلیل مسخره کردن شعری از خمینی، سه بار به «اتاق گاز» برده شده و پنج ماه در سلول انفرادی، حبس شده بود.

### حبس در تاریک‌خانه
زندانیان سیاسی را همراه با شکنجه به تاریک‌خانه (سلولی بدون نور و توالت و تنها با یک لباس زیر) حبس می‌کردند.

### شکنجه با گرسنگی
برخی از زندانیان سیاسی… با گرسنگی در سلول انفرادی شکنجه می‌شدند.

### تونل مرگ
پاسداران زندان، زندانیان، از جمله، سیاسی را در «تونل مرگ» با چوب و کابل و ابزارهای دیگر، کتک می‌زدند.

### لخت‌کردن گروهی در هوای سرد و شکنجه کردن
یکی از روش‌های شکنجه زندانیان، از جمله، زندانیان سیاسی، برهنه کردن آنان به گونه گروهی و در هوای سرد و سپس زدن آنان با چوب و چماق و کابل و کمربند است.

## افزایش حبس به دلیل خودداری از جاسوسی بر ضد زندانیان دیگر
به گواهی برخی از زندانیان، در زندان‌های حکومت جمهوری اسلامی، زندانیانی که به همکاری و جاسوسی بر ضد زندانیان دیگر نمی‌پرداختند، چند سال به حبسشان افزوده می‌شد.

## شکنجه به دلیل خودداری از مصاحبه اجباری
بر پایه برخی از منابع، زندانیانی که از مصاحبه اجباری خودداری می‌کردند، مورد ضرب و شتم قرار می‌گرفتند.

## شلاق و تحقیر
برخی از حوزویان بازجو مانند هادی غفاری، روی پشت دختران ۱۵–۱۴ ساله می‌نشست و آن‌ها را مجبور می‌کرد که راهش ببرند و صدای حیوان درآوردند. او در زندان اوین، لباده‌اش را در شلوارش می‌کرد و زندانیان را شلاق می‌زد.

## روش‌های دیگر شکنجه
برخی از شیوه‌های دیگر شکنجه کردن در جمهوری اسلامی عبارتند از:
1. اعدام نمایشی (مصنوعی)؛[۵۹]
2. شوک الکتریکی؛
3. القای حس خفگی با آب یا کشیدن کیسه روی سر؛[۴۵]
4. کشیدن ناخن‌های انگشتان دست و پا
5. برهنه‌سازی اجباری؛
6. پاشیدن آب سرد بر بدن برهنه زندانیان؛
7. نگه داشتن به مدت طولانی در معرض گرما یا سرمای شدید
8. بمباران با نور تند و صداهای گوشخراش
9. تزریق یا خوراندن اجباری مواد شیمیایی
10. زدن با شلاق، مشت و لگد، چماق، شلنگ پلاستیکی، باتوم و کابل؛
11. محروم کردن از آب و غذا؛
12. اجبار به نشستن در حالت‌های دردآور
13. دشنام‌های جنسی
14. پاشیدن اسپری فلفل به ناحیه دستگاه تناسلی و وارد کردن شوک الکتریکی و فشار به بیضه‌ها[۴۵][۶۰]
15. آویزان کردن و نگه داشتن در وضعیت‌های دردناک
16. سلب دسترسی به خدمات درمانی و ایجاد وضعیت غیرانسانی در بازداشتگاه‌ها؛[۴۵]
17. سوزاندن با سیگار
18. فرو کردن پای تاول زده‌ی متهمان در ظرف مواد شوینده[۶۱]

## محرومیت از حق داشتن وکیل، دیدار و تلفن
برخی از زندانیان سیاسی، مانند منوچهر بختیاری... از حقِ داشتن وکیل، دیدار و تلفن، محروم شده‌اند.

## تهدید کردن
در حکومت جمهوری اسلامی، زندانیان، از سوی مسئولان حکومت یا زندان، از جمله، زندانیان عقیدتی و سیاسی، به شیوه‌های گوناگونی، تهدید می‌شوند؛ از جمله، با طناب دار، تهدید جنسی خود یا یکی از اعضای خانواده و مواردی دیگر.

## اتهام زدن
برخی از عوامل وابسته به حکومت جمهوری اسلامی، ترور و سلاخی شدن فریدون فرخزاد را به سازمان درفش کاویانی نسبت داده‌اند که البته این اتهام به دلیل دست داشتن خود حکومت جمهوری اسلامی در ترور وی، رد شده است.

## فریب دادن
از سوی حکومت جمهوری اسلامی با برخی از شخصیت‌های سرشناس مخالفان حکومت (از جمله، فریدون فرخزاد)-که در بیرون از ایران اقامت داشتند-تماس برقرار شده و ادعا می‌شود که وضعیت در جمهوری اسلامی برای بازگشت مخالفان، به شرط ادامه ندادن فعالیت سیاسی، تغییر کرده و آنان می‌توانند بدون نگرانی به ایران بازگردند؛ در حالی که بعدها روشن شد که هدف اصلی از چنین تماس‌ها و گفت‌وگوهایی کشتن آن‌هاست.

### تحریف علت کشتار
مسئولان حکومت جمهوری اسلامی دلیل کشته‌شدن معترضان را خودکشی، بیماری زمینه‌ای، گاز گرفتن سگ و حتی شلیک معترضان به یکدیگر اعلام می‌کنند.

## عدم پیگیری و پاسخگویی
پیگیری نکردن و پاسخ نبودن به درخواست برخی از زندانیان و خانواده‌هایشان یکی از موارد دیگر نقض حقوق بشر در جمهوری اسلامی است.

## تخریب شخصیت
تخریب چهره و ریختن آبروی مخالفان و زندانیان، یکی از شیوه‌های مربوط است.

## شرکت در مراسم دینی به‌عنوان کیفر
در آذر ۱۳۹۹، یک شاعر ایرانی به نام ابوالحسن کمالی، با شکایت سازمان اطلاعات سپاه پاسداران انقلاب اسلامی و با حکم دادگاه انقلاب یاسوج، به هفت ماه زندان در خانه با پابند الکترونیکی و شرکت در مراسم‌های مذهبی (با تأیید روحانی مسجد) محکوم شد. اتهامات وی، «توهین به مقدسات و نشر اکاذیب» بوده است.

## فشار برای تغییر عقیده
حکمت صفری؛ یک سرباز یارسانی که در فروردین ۱۳۹۳، که به دلیل فشار بر وی برای تغییر دین (از یارسان به اسلام) و نیز در اعتراض به توهین فرماندهان یکی از پادگان‌های سپاه پاسداران انقلاب اسلامی استان کردستان به مقدسات دینش خودکشی کرد.
یکی از دانشگاهیان پیرو دین یارسان را به دلیل نپذیرفتن اسلام، از دانشگاه اخراج کردند.

## مداخله و جنگ‌افروزی

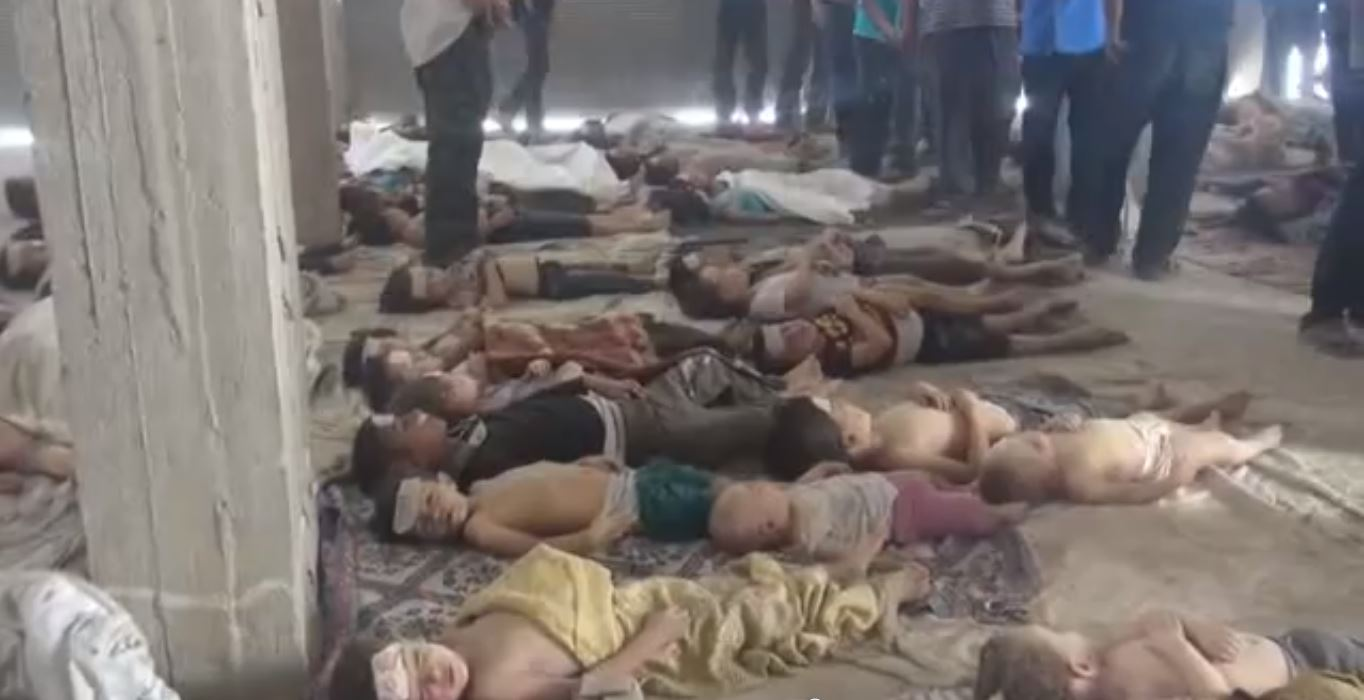
مرگ کودکان بر اثر حملات نیروهای بشار اسد

نیروی قدس سپاه پاسداران انقلاب اسلامی تحت امر ولی فقیه، با دخالت در امور کشوهای دیگر و به راه انداختن جنگ‌های نیابتی، باعث نقض حقوق بشر در آن کشورها شده است؛ از جمله، سوریه (پشتیبانی از رئیس‌جمهور سوریه)، عراق، افغانستان و لبنان و یمن.

## نقض آزادی اینترنتی
یکی از روش‌های پایان دادن به اعتراضات به ویژه سراسری (از جمله در اعتراضات سال‌های ۱۳۸۸، اعتراضات دی ۱۳۹۶ ایران و اعتراضات آبان ۱۳۹۸ ایران)، قطع نمودن اینترنت به گونه موقت و نیز فیلتر یا مسدود کردن شمار قابل توجهی از تارنماهاست. بر پایه برخی از منابع، خاموشی‌های اینترنتی توسط حکومت جمهوری اسلامی و در برابر اعتراضات آبان ۱۳۹۸ ایران تا اعتراضات تابستان ۱۴۰۰ ایران بارها رخ داده است.

## شیوه‌های دیگر
1. بازداشت خودسرانه؛
2. نداشتن وکیل و نبود روند دادرسی؛
3. نگهداری در بازداشتگاه‌های مخفی؛[۴۵]
4. تواب‌سازی.

## لایه‌های سرکوبگری
بر اساس برخی از منابع، سرکوب و نقض حقوق بشر در حکومت جمهوری اسلامی، چند بخش و لایه دارد:
1. فرماندهی
2. اطلاعاتی
3. عملیاتی
4. قضایی
5. رسانه‌ای
6. انگیزشی (تولید نیروی وفادار به حکومت)
7. مالی و پشتیبانی.[۸۴]

## ابزارهای سرکوب و نقض حقوق بشر
برخی از ابزارها و جنگ‌افزارهای به‌کارگرفته برای نقض حقوق بشر در حکومت جمهوری اسلامی:
1. کلت
2. شاتگان
3. تفنگ پینتبال
4. کلاشنیکف
5. دوشکا (مسلسل سنگین)
6. نفربر زره‌پوش (مجهز به مسلسلهای اتوماتیک، خمپاره‌انداز و موشکهای ضد تانک)[۸۵]
7. شلاق
8. طناب دار

و مواردی دیگر.